# Fairfield (New York)
Fairfield è un comune degli Stati Uniti d'America, situato nello Stato di New York, nella contea di Herkimer.